# Assemblea Legislativa (El Salvador)

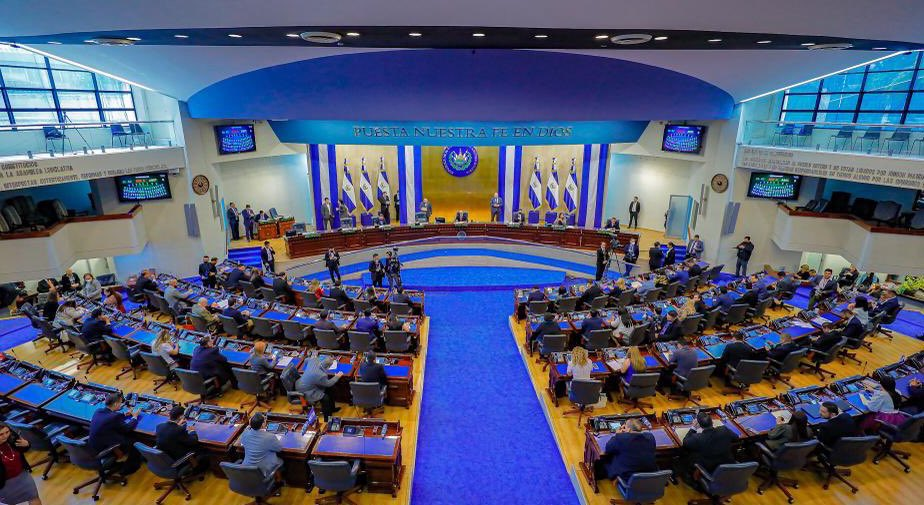
Interno dell’Aula Parlamentare (Salone Azzurro)

L'Assemblea Legislativa (in spagnolo: Asamblea Legislativa) è l'organo legislativo unicamerale della Repubblica di El Salvador.
L'Assemblea è composta, grazie ad una riforma costituzionale del 2023, da 60 deputati (precedentemente 84), eletti tramite voto popolare in modo proporzionale dai 14 dipartimenti, per un periodo di tre anni.